# Dermcidina
La dermcidina è un peptide che nell'uomo è codificato dal gene DCD. Si tratta di un peptide anti-microbico secreto dalle ghiandole sudoripare eccrine umane presenti sulla pelle come parte della difesa del sistema immunitario.